# Česká filmová a televizní akademie

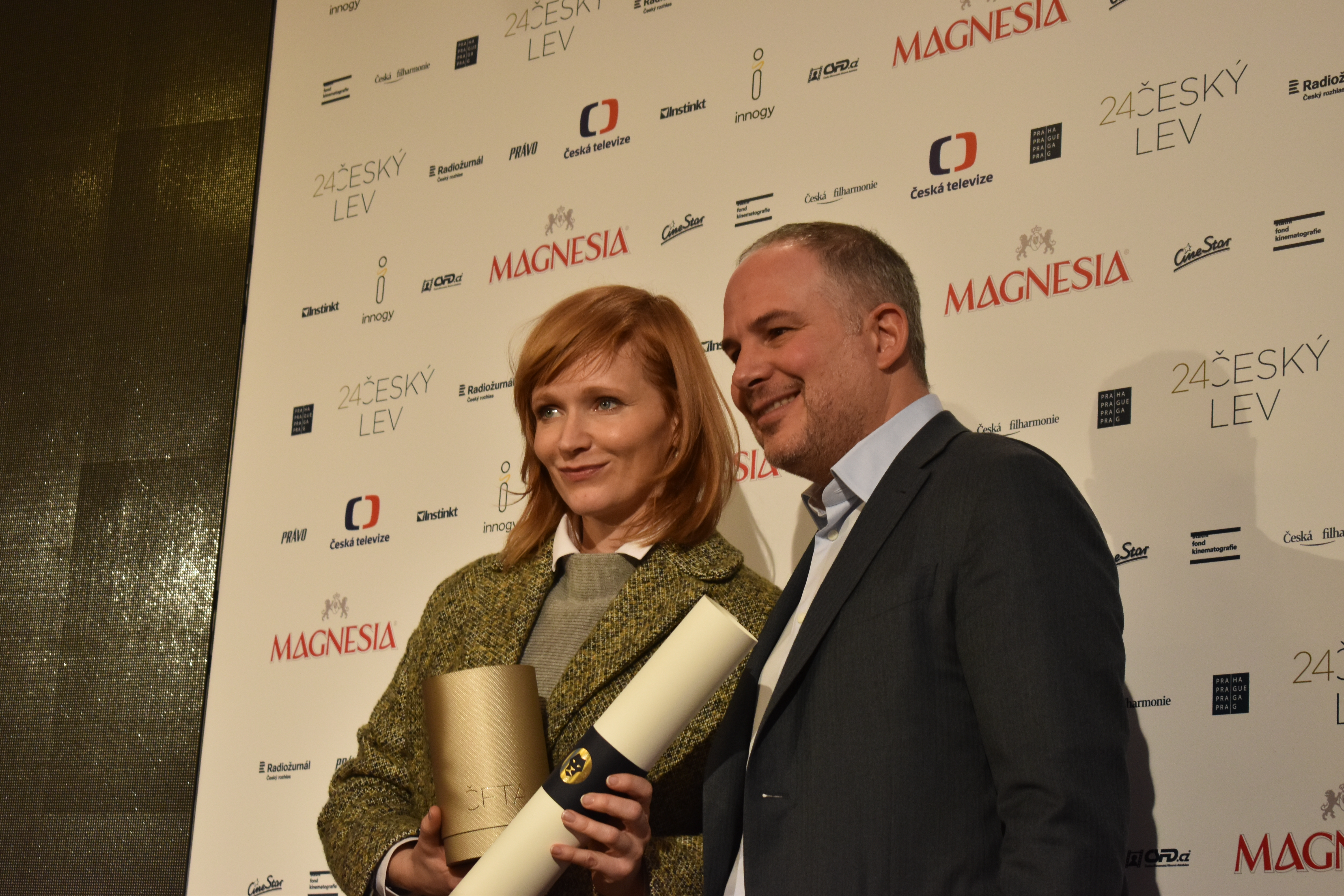
Udělování cen Český lev v roce 2016

Česká filmová a televizní akademie (zkratka ČFTA) je zájmové sdružení filmových profesionálů jako jsou režiséři, producenti, herci a další odborníci filmového průmyslu. Od roku 1995 uděluje nejprestižnější českou filmovou cenu Český lev a od roku 2014 předávání cen i organizuje. Protože anketa TýTý o nejoblíbenější tváře a pořady televizní obrazovky zanikla, od roku 2016 akademie vyhlašuje i nejlepší televizní film, nejlepší dramatický seriál a nejlepší dokumentární film nebo seriál.

## Cíle akademie
Hlavní cíle akademie jsou:
- podpora a propagace českého kinomatografického umění
- udělování výročních českých filmových a televizních cen
- nominovaní českých kinematografických děl na mezinárodní ceny
- spolupráce se státními orgány a institucemi v oblasti kinematografie
- provozování a organizování kulturních, vzdělávacích a zábavných akcí atd.

## Seznam akademiků
Mezi akademiky patří:
- herci
  - Jiřina Bohdalová
  - Eliška Balzerová
  - Martin Dejdar
  - Miroslav Donutil
- režiséři
  - Jiří Barta
  - Jan Balej
  - Hynek Bočan
  - Vladimír Morávek
  - Marek Najbrt
  - Michaela Pavlátová
- producenti
  - Jaroslav Bouček
  - Jan Bradáč
  - Adam Dvořák
  - Jiří Ježek
  - Karel Chvojka
- střihači
  - Jiří Brožek
  - Pavel Hrdlička
  - Boris Machytka
  - Jan Mattlach
- mistři zvuku
  - Radim Hladík jr.
  - Jiří Klenka
  - Juraj Mravec
  - Pavel Rejholec
  - Ivo Špalj
  - Zdeněk Taubler

In memoriam:
- herci
  - Josef Abrhám
  - Jiří Bartoška
- režiséři
  - Miloš Forman
  - František Filip
- střihači
  - Alois Fišárek
- mistři zvuku
  - Jiří Zobač

## Prezidenti
| 1995–1999 | František Vláčil  |
| 1999–2004 | Karel Kachyňa     |
| 2004–2015 | Miroslav Ondříček |
| 2015–     | Ivo Mathé         |